# Allerheiligenflut 2006
Die Allerheiligenflut 2006 war eine Sturmflut an der deutschen Nordseeküste am 1. November 2006 (Allerheiligen), die insbesondere in Ostfriesland Schäden anrichtete. Die Flut zählt zu den schwersten an der Küste seit 1906. Menschen kamen nicht ums Leben. Nahe Norden wurden Rinder gerade noch rechtzeitig aus dem außendeichs gelegenen Deichvorland evakuiert.
Ursache für die Flut war das Orkantief „Britta“ aus nordwestlicher Richtung, das zusammen mit dem Gezeitenstand eine Springtide erzeugte. Der Orkan stürmte mit bis zu zwölf Beaufort über die Nordsee, die höchste Windgeschwindigkeit wurde auf der Insel Spiekeroog gemessen (156 km/h). Vor Borkum wurde der höchste Wasserstand seit der Sturmflut 1962 verzeichnet, in Emden und am (rechtzeitig geschlossenen) Emssperrwerk in Gandersum gar die höchsten jemals gemessenen Werte überhaupt: In Emden stieg das Wasser bis auf 3,59 m über dem mittleren Tidehochwasser (MThw), in Gandersum auf 3,90 m über MThw. In Bensersiel wurden 2,91 Meter über MThw erreicht, der dritthöchste Wasserstand nach den Sturmfluten von 1906 und 1962.
Schäden wurden in Emden in den außendeichs gelegenen Abschnitten des Hafens verursacht. Das Gebäude der Fährreederei AG Ems wurde unter Wasser gesetzt. Bei Neuharlingersiel wurde ein zirka 30 Meter langes Landungsboot von der Kraft des Wassers aus dem Hafenbecken gehoben und befand sich nach der Flut knapp 100 Meter landeinwärts auf einem Parkplatz. Im Yachthafen von Norddeich wurden mehrere Boote zerstört. Auf den Ostfriesischen Inseln verursachte die Sturmflut erhebliche Dünenabbrüche.
Im Hamburger Hafen riss der Orkan ein Schiff vom Kai, das mit Schleppern wieder gesichert wurde. Ein etwa 100 Meter langes Küstenmotorschiff geriet vor Borkum in Seenot, nachdem die Ruderanlage ausgefallen war. Die norwegische Bohrinsel „Bredford Dolphin“ wurde auf See von ihrem Schlepper losgerissen. In beiden Fällen kamen keine Menschen zu Schaden.